# Hochgeschwindigkeitszerspanen
Der Begriff Hochgeschwindigkeitszerspanung (HGZ; englisch High Speed Cutting, HSC) bezeichnet in der Metallverarbeitung ein Zerspanungsverfahren, bei dem die Schnittparameter (Schnittgeschwindigkeit sowie Vorschubgeschwindigkeit) um ein Vielfaches höher als herkömmlich angewendet werden, um das Zeitspanvolumen maximal zu optimieren.

## Geschichte
Schon 1925 beschäftigte sich Carl J. Salomon mit hohen Schnittgeschwindigkeiten und meldete ein Patent an,
in dem er aufzeigte, dass nach dem parabolischen Anstieg der Schnitttemperatur mit steigender Schnittgeschwindigkeit die Temperatur bei Erreichen des Scheitelpunkts trotz Erhöhung der Geschwindigkeit wieder fällt. Demnach wäre es möglich, beispielsweise Stahl bei einer Schnittgeschwindigkeit ab 42.000 m/min mit gewöhnlichen Werkzeugen aus Schnellarbeitsstahl ohne Schädigung der Schneiden zu spanen. Experimentell hat Salomon dies jedoch nie nachgewiesen. Erst in den 50er Jahren wurde Salomons Theorie in der Sowjetunion sowie bei Lockheed in den USA im Wesentlichen bestätigt. Bei Lockheed etwa wurde Stahl mit einer Schnittgeschwindigkeit zwischen 40.000 und 50.000 m/min in translatorischer Schnittrichtung unter Verwendung von HSS-Werkzeugen bearbeitet.
Die wichtigsten Ergebnisse bei Untersuchungen mit ultrahohen Schnittgeschwindigkeiten bis 60.000 m/min lassen sich in vier Punkten zusammenfassen: Die HSS-Werkzeuge haben die hohen Belastungen unbeschadet überstanden, der Werkzeugverschleiß war sehr gering, die erreichten Oberflächenqualitäten waren gut und die Zeitspanvolumina übertrafen konventionelle Verfahren um den Faktor 240.
Die in den Versuchen angewandten Geschwindigkeiten sind bei der heutigen Hochgeschwindigkeitsbearbeitung im industriellen Umfeld noch lange nicht möglich, jedoch bilden die Ergebnisse die Grundlage des Spanens mit hohen Geschwindigkeiten. So liegen die erreichten Geschwindigkeiten heute bei Aluminium etwa um 5000 m/min, bei Stahl um 2000 m/min oder bei Kunststoff um 8000 m/min.
Erste Anwendung fand das HSC in der Luftfahrtindustrie. Zur Herstellung der für die Luftfahrt typischen Leichtbauteile wie beispielsweise Spanten ist ein extremer Zerspanaufwand erforderlich. So erreichen die Zerspankosten mancher Bauteile über 90 % der Gesamtbauteilkosten. Hinsichtlich dieser Problematik war eine wesentliche Kostenreduktion nur in der formgebenden Fertigung möglich. Als Alternative zur spanabhebenden Formung konnte sich wegen der oft nur geringen Stückzahlen oder fertigungstechnischer Probleme das Umformen bzw. Urformen nicht etablieren.

## Anwendungsgebiete
Die Anwendungsgebiete der HSC-Technologie liegen vor allem dort, wo hohe Anforderungen an Zerspanleistung und Oberflächenqualität gestellt werden, also insbesondere im Werkzeug- und Formenbau. Eine weitere typische Anwendung im Formenbau mit komplexen dreidimensionalen Konturen sind z. B. Blasformen für Kunststoffflaschen. Durch Design, definierte Füllmenge und Anforderungen der Blasanlagen sind hier höchste Genauigkeiten und Oberflächengüten erforderlich.

## Vor- und Nachteile

### Vorteile
Die hohen Schnittgeschwindigkeiten beim HSC  ermöglichen ein um bis zu 30 % höheres Zeitspanvolumen, Vorschubgeschwindigkeiten bis 120 m/min und mehr als 30 % geringere Zerspankraft. Die geringere Zerspankraft erlaubt die Bearbeitung dünnwandiger Werkstücke. Durch die deutlich höhere Oberflächengüte kann in vielen Fällen auf nachfolgende Schleifoperationen verzichtet werden.
Die Erwärmung des Werkstücks beim Zerspanungsprozess wird vermindert. Durch die geringere Scherung entsteht in der Scherzone weniger Wärme. Bis zu 90 % der entstehenden Wärme kann durch die hohe Schnittgeschwindigkeit über den Span abgeführt werden. Die geringere Erwärmung verringert Verzug und Randzonenveränderungen des Werkstücks. Auf Kühlschmiermittel kann beim HSC verzichtet werden.
Es können Werkstücke mit einer Härte von 46 bis 63 HRC bearbeitet werden. Dadurch ersetzt das HSC-Fräsen häufig das Senkerodieren. Schmiedegesenke und Tiefziehwerkzeuge können so sehr viel schneller und ohne weitere Nachbearbeitung gefertigt werden.

### Nachteile
Die HSC-Bearbeitung stellt hohe Anforderungen an die Werkzeugmaschine. Kurze Haupt- und Nebennutzungszeiten sind bei der HSC-Bearbeitung nur möglich, wenn die Werkzeugmaschine in allen Achsen mit hohen Beschleunigungen arbeitet. Die Linearantriebe müssen hohe Vorschübe realisieren. Bewegte Massen müssen in Leichtbauweise konstruiert werden. Das Gesamtsystem aus Werkzeugmaschine, Werkzeug und Werkstück muss eine hohe Steifigkeit aufweisen und spiel- und schwingungsarm arbeiten. Um die hohen Drehzahlen zu erreichen, müssen besondere Hochleistungsspindeln eingesetzt werden. Eventuelle Fliehkräfte belasten die Spindellagerung und können die Spindel zerstören.
Die hohen Schnittgeschwindigkeiten begründen hohe Anforderungen an HSC-Werkzeuge. Mit steigender Schnittgeschwindigkeit erhöht sich der Verschleiß des Werkzeuges, die Standzeit verringert sich. Deshalb bestehen HSC-Werkzeuge aus verschleißfesten Werkstoffe, z. B. Vollhartmetall, polykristalliner Diamant (PKD) oder polykristallines kubisches Bornitrid (PKB). Rotierende HSC-Werkzeuge dürfen aufgrund der hohen Drehzahlen nur geringe Unwucht und geringe Rundlauf- und Planlaufabweichungen aufweisen, um Fliehkräfte und Vibrationen zu vermeiden. Weiter müssen diese Werkzeuge besonders steif sein, um Fliehkräfte infolge der verbleibenden Restunwucht zu kompensieren.

## Werkzeuge
Fräser, die für HSC geeignet sind, sind üblicherweise aus fein- und feinstkörnigem Vollhartmetall, meistens mit einem Hartstoff beschichtet und weisen eine spezielle Schneidengeometrie auf. Daneben finden als Schneidstoffe auch polykristallines kubisches Bornitrid (CBN) und polykristalliner Diamant (PKD) Anwendung.
Im Formenbau werden durch Bearbeiten der Konturen mit runden Wendeschneidplatten (Form R) bei kleinen Abständen der Fräserbahnen beliebige Konturen hergestellt.
Um eine präzise Bearbeitung bei hohen Rotationsgeschwindigkeiten zu ermöglichen, werden die Werkzeuge durch Motorspindeln direkt-angetrieben.